# وزارة الاقتصاد والتجارة (ليبيا)
وزارة الاقتصاد والتجارة الليبية أو وزارة الاقتصاد والتجارة في ليبيا هي مؤسسة حكومية مقرها في طرابلس الغرب وتابعة للحكومة الليبية. تعمل على النهوض بالاقتصاد الليبي وبناء إستراتيجية تنموية مستدامة من خلال المشاركة الفعالة في رسم السياسات الاقتصادية للدولة المؤدية إلى توظيف الإمكانات المادية والبشرية لتحقيق الأهداف الكلية للاقتصاد الوطني.

## رسالة الوزارة
تعمل وزارة الاقتصاد والتجارة على وضع نظام اقتصادي تنافسي يتمتع بالمرونة للتجاوب مع المتغيرات الاقتصادية على مختلف المستويات المحلية والإقليمية والعالمية ويوفر المناخ المناسب لبناء بيئة أعمال تحقق تنمية مستدامة وقيمة مضافة للاقتصاد الليبي بما يؤدي إلى زيادة مستوى رفاهية المواطن بصورة مستمرة.

## جهات تابعة للوزارة
- الهيئة العامة لتشجيع الاستثمار وشؤون الخصخصة
- هيئة الإشراف على التأمين
- مركز تنمية الصادرات
- الهيئة العامة للمعارض
- مركز المعلومات والتوثيق الاقتصادي
- شبكة ليبيا للتجارة
- البرنامج الوطني للمشروعات الصغرى والمتوسطة
- شركة المطاحن الوطنية
- المنطقة الحرة المريسة.[2]